# أمستراد بي سي دبليو

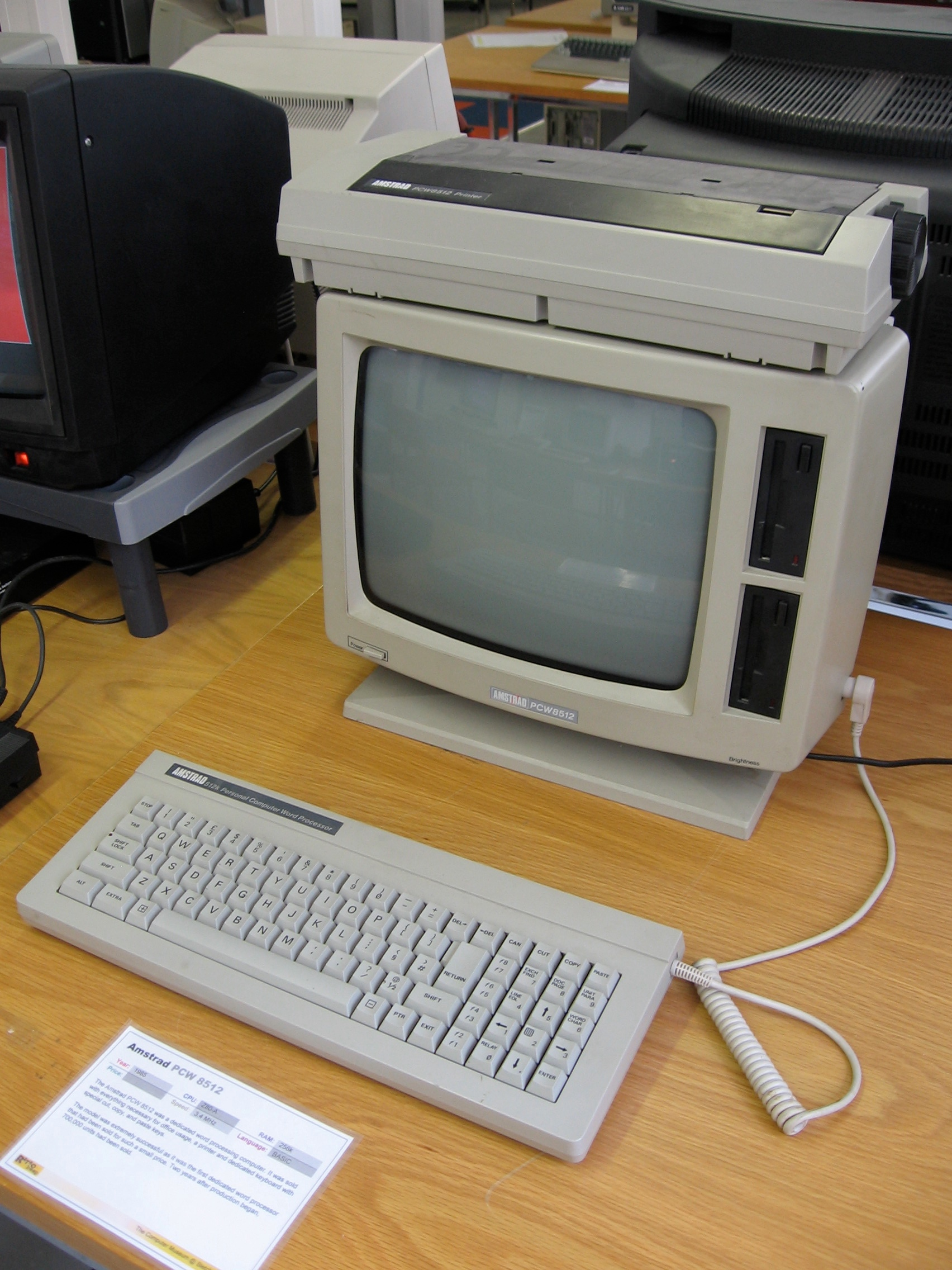
جهاز حاسب أمستراد بي سي دبليو

أمستراد بي سي دبليو (بالإنجليزية: Amstrad PCW)‏ ، هي جهاز كمبيوتر شخصي والتي أنتجها شركة أمستراد البريطانية، بدأت إصدارها الأول شهر سبتمبر عام 1985 ، وتوقفت إصدارها نهائياً عام 1998م.

## وصلات خارجية
- Amstrad PCW 16 page at www.old-computers.com
- Amstrad PCW 8256/8512 at www.old-computers.com
- PCW Joyce Computer Club
- Screen shots of the PcW16's Rosanne GUI
- PCW nostalgia. BBC Web page.
- PCW Emulator CP/M Box